# Heart of Cash
Heart of Cash è un album di raccolta del cantante statunitense Johnny Cash, pubblicato nel 1968.

## Tracce
1. I Walk the Line – 2:42 (Johnny Cash)
2. Lumberjack – 2:48 (Leon Payne)
3. Five Feet High and Rising – 1:49 (Johnny Cash)
4. I Got Stripes – 2:02 (Johnny Cash, Charlie Williams)
5. Green, Green Grass of Home – 2:18 (Curly Putman)
6. Why Do You Punish Me (for Loving You) – 2:21 (Erwin King)
7. Frankie's Man Johnny – 2:19 (Johnny Cash)
8. A Certain Kinda Hurtin' – 2:05 (Johnny Cash)
9. Mean as Hell – 3:08 (Johnny Cash)
10. Locomotive Man – 2:48 (Johnny Cash)
11. Folsom Prison Blues – 2:50 (Johnny Cash)
12. Don't Take Your Guns to Town – 3:02 (Johnny Cash)
13. The Matador – 2:49 (Johnny Cash, June Carter)
14. Long Black Veil – 3:10 (Danny Dill, Marijohn Wilkin)
15. The Sons of Katie Elder – 2:39 (Earl Sheldon, Elmer Bernstein)
16. The Ballad of Boot Hill – 2:36 (Carl Perkins)
17. Happiness Is You – 2:58 (Johnny Cash, June Carter)
18. When I've Learned Enough to Die – 2:45 (Johnny Cash)
19. Girl in Saskatoon – 2:16 (Johnny Cash, Johnny Horton)
20. Ancient History – 2:18 (Irene Stanton, Wayne Walker)